# Strana typu firmy
Strana typu firmy, také strana-firma (anglicky: Business-firm party nebo také Entrepreneurial party), je model politické strany, který v roce 1999 vytvořili Jonathan Hopkin a Caterina Paolucciová při zkoumání typologie italské strany Forza Italia a španělského subjektu Unie demokratického středu.

## Charakteristika
Středobodem těchto stran je tzv. politický podnikatel, s cílem možného prosazování obchodních zájmů skrze stranu. Strany-firmy jsou řízeny autoritativním stylem, stranické struktury a rozhodovací procesy v těchto stranách jsou výrazně oslabeny ve prospěch politického podnikatele. Ten stranu financuje a řídí nebo se na jejím řízení výrazně podílí, a to stylem, který je podobný řízení skutečné firmy. Pro tento model politické strany není důležité ideologické vyhranění. Jedná se o strany, které své postoje přizpůsobují aktuálním náladám veřejnosti. Voliče vnímá spíše jako povrchní konzumenty, než lidi vyznávající určité ideologie či hodnoty. Dále je pro ně typické, že jejich vůdcové ovládají velkou část médií v zemi svého působení. Na řešení různých problémů si tyto strany často najímají externí odborníky.
Strany-firmy se podle Hopkina s Paolucciovou typicky etablují v zemích s krátkým či narušeným tradičním vývojem demokratické politiky, což obvykle signalizuje nízkou úroveň kontinuity politických stran i jejich malou institucionalizaci. Podle politologa Miroslava Nováka firemní strany „využívají slabosti státu, který se snaží ovládnout“.

## Příklady
Příklady těchto stran jsou v Česku ANO 2011 Andreje Babiše a Věci veřejné Víta Bárty. V Itálii mezi tyto strany patří Forza Italia Silvia Berlusconiho. Britský týdeník The Economist Babiše v roce 2013 označil za „českého Berlusconiho“.